# Oghma
Oghma a kelták istene, fiatal hősként jelenítik meg, és a Magh Tuiredh-i csatában az istenek egyik vezére volt. Grianainech melléknévvel (mint a Nap vagy Verőfényes Arcú) és Thrénferként (Bajnok) is emlegették. Ő volt a hős, a harcos, a költészet és a tudomány pártfogója, a sokoldalúság megtestesítője, de a szó hatalmának ura, a „kötés” és a halál istene. Ő kötötte meg és vitte el a halottakat a túlvilágra. Fegyvereivel, furkósbottal, és íjjal a kezében ábrázolják. Az emberek félelemmel vagy tisztelettel hódoltak neki. A mitológia szerint Oghma volt Daghda, vagyis a főisten testvére, és egyben Lugh mellett az istenhármasság egyik tagja.